# Distretto di Cajatambo
Il distretto di Cajatambo è uno dei cinque distretti della provincia di Cajatambo, in Perù. Si trova nella regione di Lima e si estende su una superficie di 567,96 chilometri quadrati.
Ha per capoluogo la città di Cajatambo.